# Zur Mühlen & Co.

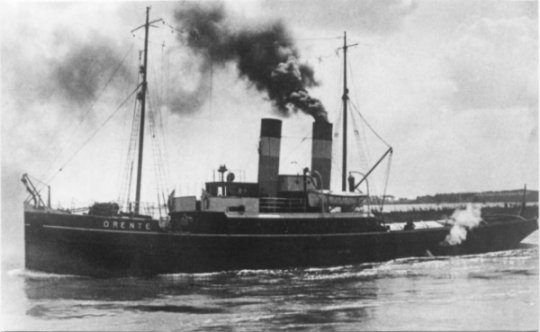
De zeesleper Drente II van Bureau Wijsmuller werd in 1894 als "Titan" in de vaart gebracht door Zur Mühlen

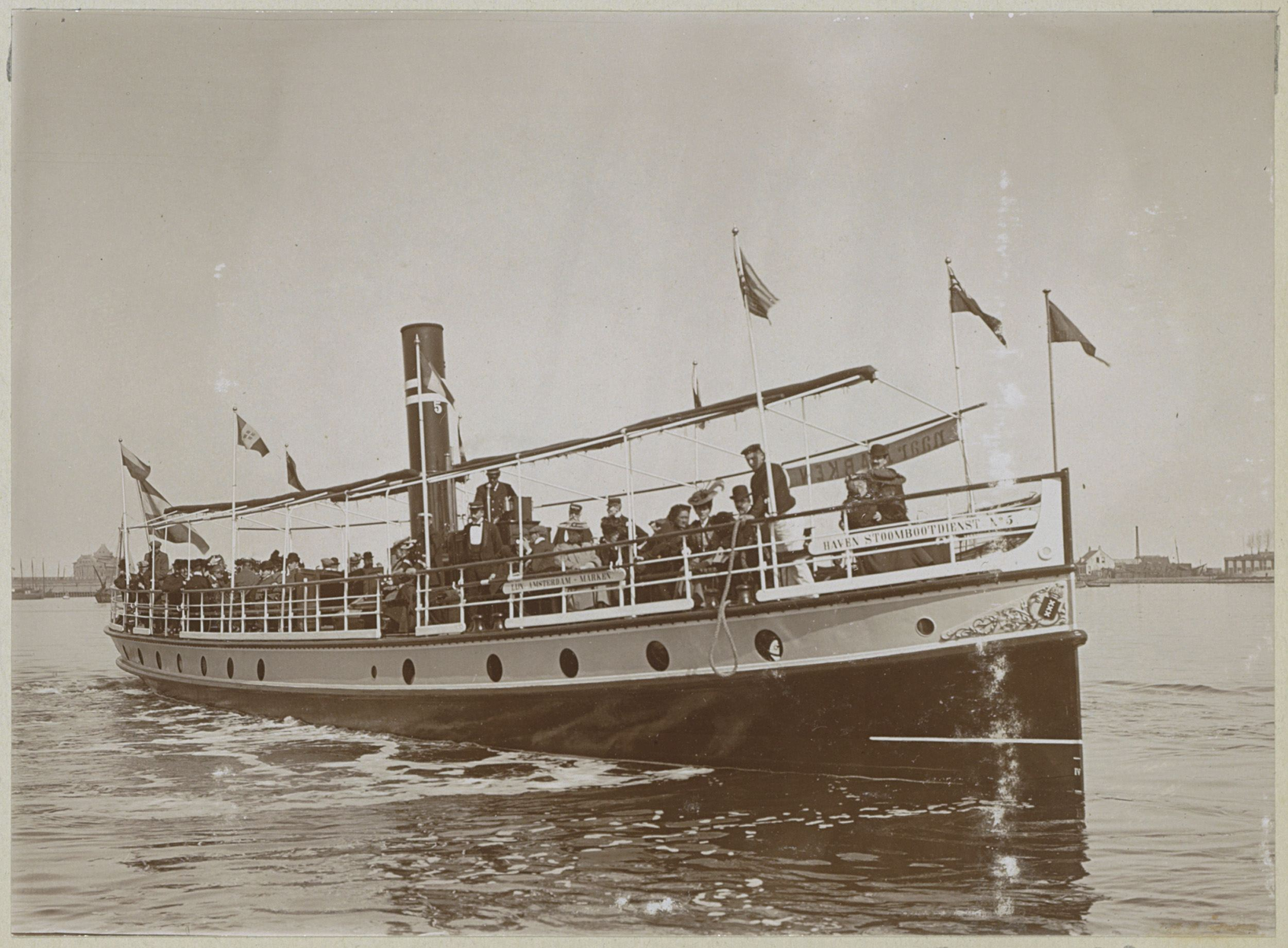
Boot nummer 5 van de Haven-Stoombootdienst, ca. 1900-1910

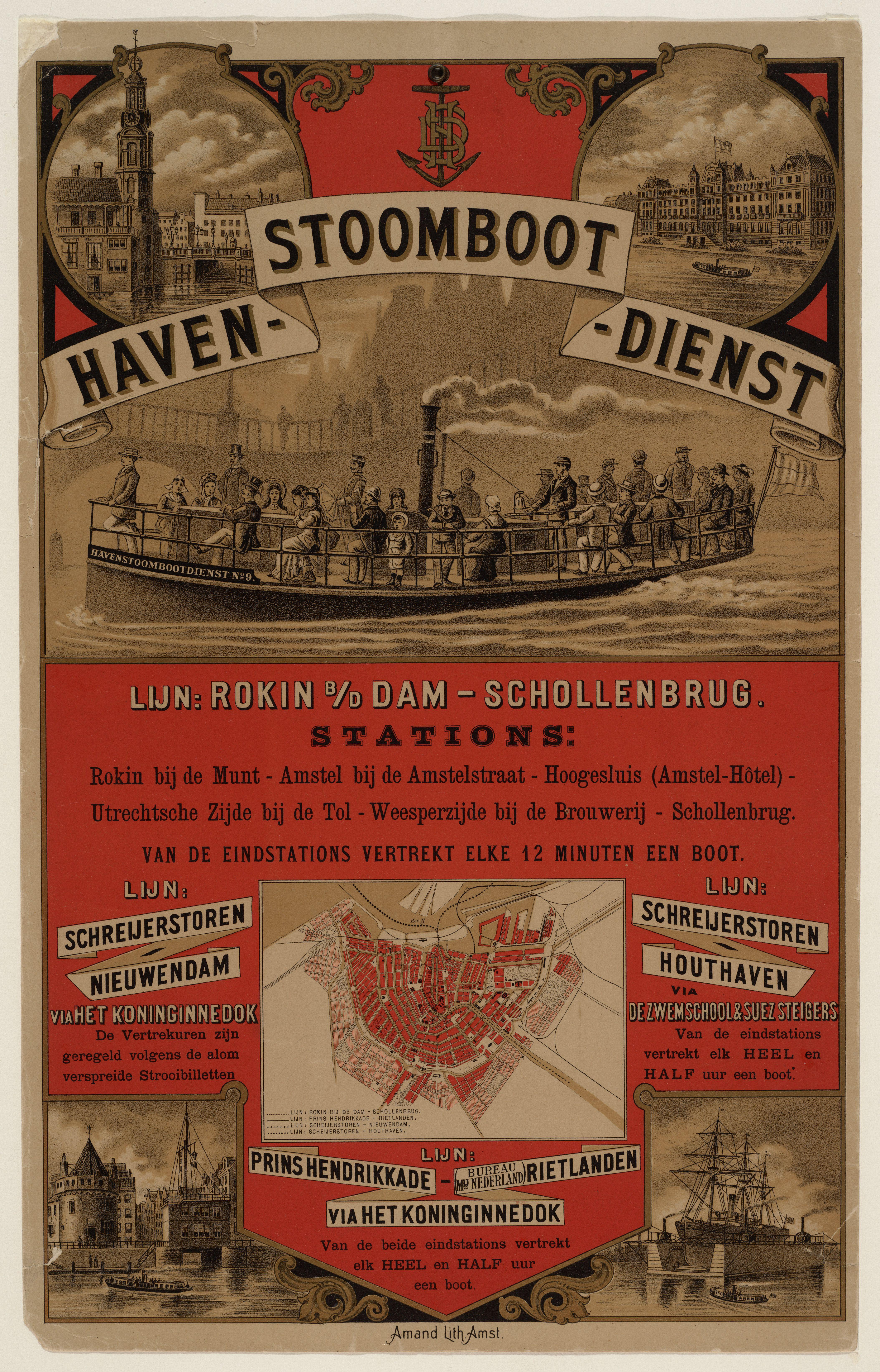
Affiche van de Haven-Stoombootdienst, vóór 1900

Zur Mühlen & Co. was een beurtvaartrederij die tussen 1854 en 1918 vracht- en passagiersdiensten in het noorden van Nederland onderhield en daarnaast in de zeesleepvaart actief was.

## Voorgeschiedenis
In 1832 startte Joan Thomas Zur Mühlen een bargedienst tussen Amsterdam en Nieuwe Diep (Den Helder) over het pas geopende Noordhollandsch Kanaal. De trekschuit werd in 1845 vervangen door een stoombootje.
In 1852 verkreeg hij de concessie voor de post- en personendienst op Texel, samen met zijn compagnon Edward Taylor. Twee jaar later werd de Maatschappij Zur Mühlen & Co. opgericht.

## Uitbreidingen
In 1856 werd de dienst op Texel afgestoten en in 1859 opende Zur Mühlen een tweede dienst tussen de hoofdstad en Den Helder, doch ditmaal "buitenom": over de Zuiderzee. Op enig moment heeft Zur Mühlen ook schelpenzuigers in de vaart gebracht. Net als andere kustvaarders in die tijd pikten zij weleens een graantje mee van het sleep- en bergingswerk. Vervolgens bracht de rederij voor dat soort taken speciale schepen in de vaart. In 1883 werd de vergunning verkregen voor het openen van de postdienst Harlingen-Vlieland-Terschelling onder de naam Stoomboot-Reederij 'Terschelling'. Deze dienst werd uitgevoerd met de stoomradersleper Adsistent, die voor het bergingswerk op ruwe zee minder geschikt was gebleken. In 1894 liet Zur Mühlen de Titan bouwen, een voor die tijd grote en zeer krachtige zeesleepboot met een machinevermogen van 1000pk. Vervolgens werden de zeeslepers Atlas en Simson aangeschaft en in 1901 de schelpenzuiger Neptunus, die ook bergingswerk deed. Inmiddels was de rederij een factor van betekenis geworden in de scheepvaart in Noord-Nederland en had ze zo goed als een monopolie op het bergingswerk rond de Waddeneilanden.

## Tegenslagen
In 1885 schreef de rederij nog in op de concessie voor de Veerdienst Enkhuizen - Stavoren, maar ze kon het contract niet binnenhalen. De dienst op Terschelling kreeg in 1907 concurrentie van Cornelis Bosman van Alkmaar Packet, die in dat jaar voor de dienst op Texel in een hevige strijd was verwikkeld die uitmondde in de oprichting van de TESO. Bosman zette eerst de Ada van Holland van de Texeldienst in, maar bracht vervolgens de nieuw gebouwde Minister Kraus in de vaart. Hierop staakte Zur Mühlen de dienst op Terschelling, om zich te concentreren op sleep- en bergingswerk.

## Haven-Stoombootdienst
In 1879 startte de rederij een dienst voor passagiersvervoer te water in Amsterdam onder de naam Haven-Stoombootdienst. Eerst werd een geregelde dienst onderhouden tussen de Montelbaanstoren en de Rietlanden. Een jaar later werd ook op het traject Rokin - Plantage - Schollenbrug gevaren, hetgeen een drukke verbinding zou blijken. In de erop volgende jaren kwamen daar nog andere lijnen bij. In 1882 werden zo'n 1,5 miljoen passagiers vervoerd. In 1883 werd met 26 scheepjes gevaren op 8 lijnen, met op enkele daarvan meerdere afvaarten per uur. De Haven-Stoombootdienst kreeg hierna snel concurrentie van paardentrams en van de veerponten die het gemeentebestuur in de vaart bracht. In 1890 was het aantal lijnen geslonken tot drie en had het vervoer een hoofdzakelijk toeristisch karakter gekregen.

## Liquidatie
Op enig moment raakte de rederij in moeilijkheden en de Eerste Wereldoorlog heeft daarin mogelijk een rol gespeeld. In 1916 werd de kolenaanvoer vanuit Duitsland gestaakt en werd er rantsoenering ingesteld. Een jaar later zorgde de onbeperkte duikbootoorlog ervoor dat de scheepvaart onder meer rond Nederland ernstig gehinderd werd. Ook had het familiebedrijf te kampen met een gebrek aan opvolging in de directie. In 1918 werden de eerste bezittingen afgestoten en het jaar daarna gingen enkele van de grotere sleepboten over naar Bureau Wijsmuller. In april 1920 werd met een liquidatieverkoop een eind gemaakt aan de rederij. De Haven-Stoombootdienst werd in afgeslankte vorm overgenomen door Verschure & Co.